# Horní Věstonice
Horní Věstonice (en allemand : Ober Wisternitz) est une commune du district de Břeclav, dans la région de Moravie-du-Sud, en République tchèque. Sa population s'élevait à 486 habitants en 2020.

## Géographie
Horní Věstonice se trouve à 8 km au nord de Mikulov, à 24 km au nord-ouest de Břeclav, à 36 km au sud-sud-est de Brno et à 208 km au sud-est de Prague.
La commune est limitée par Pasohlávky au nord, par Dolní Věstonice au nord-est, par Pavlov au sud-est, par Klentnice et Perná au sud, et par Dolní Dunajovice à l'ouest.

## Histoire
La première mention écrite de la localité date de 1414.